# Tadeusz Paweł Zakrzewski
Tadeusz Paweł Maria Zakrzewski (ur. 11 sierpnia 1883 w Skokach, zm. 26 listopada 1961 w Warszawie) – polski duchowny rzymskokatolicki, biskup pomocniczy łomżyński w latach 1938–1946, biskup diecezjalny płocki w latach 1946–1961.

## Życiorys
Urodził się 11 sierpnia 1883 w Skokach, w archidiecezji poznańskiej, w rodzinie Pawła i Stanisławy z Łubieńskich. W 1901 ukończył Gimnazjum św. Marii Magdaleny w Poznaniu. Następnie studiował teologię w seminarium duchownego w Poznaniu i Gnieźnie oraz na uniwersytetach w Münsterze i Fryburgu. Święcenia kapłańskie przyjął 11 lutego 1906 w archikatedrze gnieźnieńskiej. W latach 1908–1910 pracował jako wikariusz w archikatedrze poznańskiej. W latach 1908–1928 prowadził wykłady w seminarium duchownym w Poznaniu. Był sekretarzem i kapelanem arcybiskupów poznańskich i gnieźnieńskich Edwarda Likowskiego (1910–1915) i Edmunda Dalbora (1915–1926), redaktorem diecezjalnych pism katolickich, kanonikiem kapituły poznańskiej i prałatem honorowym Jego Świątobliwości. W latach 1928–1938 pełnił funkcję rektora Papieskiego Instytutu Polskiego w Rzymie. Należał do Towarzystwa im. A. Mickiewicza w Rzymie.
8 sierpnia 1938 został mianowany biskupem pomocniczym diecezji łomżyńskiej ze stolicą tytularną Cariana. Sakry biskupiej udzielił mu 22 września 1938 kardynał August Hlond. W latach 1944–1946 był jednocześnie proboszczem w Ostrowi Mazowieckiej. 12 kwietnia 1946 został przeniesiony na biskupstwo płockie. Zajmował się odbudową diecezji po zniszczeniach wojennych. Brał również udział w pracach Komisji Wspólnej Rządu i Episkopatu.
Zmarł 26 listopada 1961 w Warszawie. Został pochowany w krypcie biskupów pod katedrą w Płocku. Liturgii pogrzebowej w katedrze przewodniczył kardynał Stefan Wyszyński, prymas Polski.

## Ordery i odznaczenia
W 1938 został odznaczony Krzyżem Komandorskim Orderu Odrodzenia Polski.
Ponadto otrzymał Order Korony Jugosłowiańskiej II klasy oraz papieski złoty medal Benemerenti.